# Чиладзе, Отар Иванович
Ота́р Ива́нович Чила́дзе (груз. ოთარ ივანეს ძე ჭილაძე, 1933—2009) — грузинский писатель, поэт, драматург. В 1998 году был номинирован на Нобелевскую премию по литературе.

## Биография
Родился 20 марта 1933 года в Сигнахи, Грузия. В 1938 году пошёл в первый класс батумской средней школы. В 1956 году окончил факультет филологии по специальности журналистика в Тбилисском государственном университете. В 1958—1964 годах работал в журнале «Цискари». 
В 1989-1991 годах избран Народным депутатом СССР от Союза писателей СССР.
С 1991 года преподавал в Тбилисском театральном институте. С 1997 был главным редактором журнала «Мнатоби». В 1998 году, как пишет А. Л. Эбаноидзе, Отар Чиладзе был номинирован на Нобелевскую премию по литературе.
Умер 1 октября 2009 года в Тбилиси. Похоронен в Пантеоне Мтацминда.

## Награды и премии
- Государственная премия Грузинской ССР имени Шота Руставели (1983)
- Орден Дружбы народов (1984)
- Премия имени Ильи Чавчавадзе (1997)
- Почётный гражданин города Тбилиси
- Орден Чести (1997)

### Проза
- «Шёл по дороге человек» (1972—1973)[5]
- «И всякий, кто встретится со мной…» (1976, рус. пер. 1979)
- «Железный театр» (1981)[6]
- «Мартовский петух» (1991)[7]
- «Авелум» (1995)[8]
- «Годори» (2003)[9][10]